# Kunia Regional SIGINT Operations Center
Koordinaten: 21° 28′ 33″ N, 158° 3′ 4,2″ W

U.S. Department of Defense Central Security Service

Das Kunia Regional SIGINT Operations Center (KRSOC, gesprochen „KR-Sock“), auch bekannt als der Kunia Tunnel oder das Regional Signals Intelligence Operations Center Kunia, ist eine Einrichtung der National Security Agency. Es ist eine gesicherte Einrichtung, an der Kunia Road zwischen Kunia Camp und Wheeler Army Airfield, südwestlich von Wahiawā im Honolulu County in der Mitte der Insel Oʻahu (Hawaii).
Laut einem Report des Europäischen Parlaments handelt es sich hier um eine Echelon-Station.
Andere Regional SIGINT Operations Center der NSA gibt es z. B. auf der Lackland Air Force Base in Medina, Texas und im Fort Gordon in Augusta, Georgia. In Fort Gordon soll es sich um eine Echelon-Anlage handeln.
In neun Kilometer Entfernung nordöstlich gab es früher eine Wullenwever-Antenne.
KRSOC liefert Daten in das Utah Data Center.

## Geschichte
Wegen des Angriffs auf Pearl Harbor im Jahr 1941 wurde die Anlage als bombensicherer Bunker mit einer 23.000 m2 großen Fläche für Flugzeuginstandsetzung in der Nähe zum Wheeler Army Airfield gebaut. Während des weiteren Verlaufs des Zweiten Weltkriegs und in den folgenden Jahrzehnten wurde die Anlage primär für kryptographische und nachrichtentechnische Aktivitäten genutzt.
Im Mai 2013 hat Edward Snowden, ein Beschäftigter dieser Einrichtung, Geheimdokumente auf einen Memory Stick kopiert und die Dokumente an die Presse weitergeleitet. Damit hat er die Existenz von umfassenden NSA-Überwachungsmaßnahmen aufgezeigt, einschließlich des PRISM-Überwachungsprogramms.
Daraus resultierte die Überwachungs- und Spionageaffäre 2013.